# Irek Guimaïev
Pour les articles homonymes, voir Guimaïev.
Irek Faritovitch Guimaïev - en russe : Ирек Фаритович Гимаев  et en anglais Irek Gimayev - (né le 2 septembre 1957 à Oufa en Bachkirie, URSS) est un joueur professionnel russe de hockey sur glace. Il est ensuite devenu entraîneur.

## Carrière

### Carrière de joueur
Il commence sa carrière professionnelle en championnat d'URSS avec le Salavat Ioulaïev Oufa en 1976. Trois ans plus tard, il rejoint le CSKA Moscou. Il remporte huit titres de champion avec le club de l'armée. Il termine avec un bilan de 356 matchs et 40 buts en élite russe. En 1988, il met un terme à sa carrière après une dernière saison avec le HDD Olimpija Ljubljana.

### Carrière internationale
Il a représenté l'URSS à 93 reprises (11 buts) sur une période de 7 saisons de 1979 à 1985. Il a participé à quatre éditions des championnats du monde pour un bilan de neuf médailles d'or, une d'argent et une de bronze.

## Statistiques
Pour les significations des abréviations, voir Statistiques du hockey sur glace.

### En équipe nationale
| Année | Équipe | Compétition |    | PJ | B | A | Pts | Pun                |  | Résultat |
| 1979  | URSS   | CM          | 4  | 0  | 0 | 0 | 2   | Médaille d'or      |  |          |
| 1981  | URSS   | CC          | 4  | 0  | 1 | 1 | 4   | Médaille d'or      |  |          |
| 1982  | URSS   | CM          | 6  | 1  | 1 | 2 | 6   | Médaille d'or      |  |          |
| 1983  | URSS   | CM          | 6  | 1  | 1 | 2 | 2   | Médaille d'or      |  |          |
| 1984  | URSS   | CC          |    | 1  | 0 | 1 |     | Médaille de bronze |  |          |
| 1985  | URSS   | CM          | 10 | 3  | 2 | 5 | 26  | Médaille de bronze |  |          |